# Grad Landar (Antro)
Grad Landar  je bil v visokem srednjem veku  grad ali predjamski grad ter obrambni sistem cerkve Svetega Ivana v Čele ali v Landarju v Nadiški dolini v Furlaniji, v severni Italiji.  Bolj kot grad v ožjem smislu se kaže kot utrjena cerkev v jami. V sedanji obliki je bila zgrajena konec petnajstega stoletja, sredi previsne visoke stene s pogledom na reko Nadižo, v povsem nedostopnem položaju, se nahaja pri vhodu v jamo, ki jo je že od antičnih časov uporabljalo lokalno prebivalstvo kot zavetje.

## Zgodovina
Utrjeni sistem Svetega Ivana v Landarju je bil del obrambne črte  Desete rimske regije – Veneto in Istra. Zgodovinar Michele Leicht  trdi, da so bili v Landarju trije gradovi:
- tisti ob jami, z ruševinami katerega so bile zgrajene hiše vasi Svetega Ivana (sedanji Landar);
- tisti, imenovani „Ahrensperg, prope Antrum“, ki stoji na hribu nad vasjo Bijače;
- tisti, naveden v dokumentih opata Bianchija, ki je obstajal leta 1274 in je bil uničen leta 1295.

Iz kompleksa sedaj obstoječih zidov je mogoče razbrati, da se je konstrukcija dvigovala v treh nadstropjih do višine sedanje pohodne površine podzemne cerkve. Na zidu, naslonjenem na kamnito steno, lahko vidimo poravnane luknje stebrov, ki so podpirali stropove jame. Vhod v grad naj bi bil skozi izvlečno leseno stopnišče, ki je povezalo kamnito stopnišče na vhodu. V utrdbi je še vedno peč, ki nam nakaže, da je bil kraj stalno naseljen. Temu strateškemu mestu je mogoče pripisati ne le funkcijo vojaškega značaja ampak tudi zatočišče prebivalcev okoliških območij med invazijami, ki so si na to ozemlje sledile skozi stoletja.
Do Landarske jame lahko pridemo po stopnišču z več kot sto stopnicami. 
Že Rimljani so v jami zgradili vojaško postojanko, povezano z obrambnim sistemom Čedada in verjetno je bilo mesto namenjeno tudi božanskim silam. O prisotnosti Bizantincev in Langobardov pričata dve mesti čaščenja: kapela "Sacrata Vergine Antiqua", od katere ostaja lok s terakotskim obročkom in križnim svodom, in kapela Svetega Janeza Krtstnika, ki jo je bila leta 1477 v poznogotskem slogu preuredil Andrej iz Škofje Loke.  Speleologi so odkrili, da jamski kompleks sega pet kilometrov globoko v goro. Jama je v zadnjih stoletjih prevzela čisto religiozno funkcijo in je cilj za številne romarje iz Nadiških dolin in bližnjih regij. 
V času Langobardov je bil tam sedež Langobardske vojaške postojanke, je bila posvečena za čaščenje vsaj v osmem stoletju; dokumentirana je v epigrafiji z začetka desetega stoletja, s ploščo z latinskim epigrafom, ki pokriva grob diakona, iz katere izvemo o pokopu v tem kraju nekega Feliceja, verjetno diakona, ki mu je kralj Berengar I. marca leta 888, odobril uporabo kapelice Svetega Ivana v Landarju; ta je zagotovo bila vključena v utrjen grad, vključno z izginulim gradom Landar, ki se je nahajal na nekoliko nižji nadmorski višini. 
Najstarejša zidarska dela, ki so danes vidna, segajo v obdobje med 12. in 13. stoletjem, ko je bila votlina uporabljena kot zunanja utrdba tedaj nižjeležečega gradu. Za vode potoka, ki teče skozi jamo, je bil ustvarjen tudi neodvisen prehod, pa tudi dostop do notranjosti jame. Zgornji del galerij je bil uporabljen kot območje za vsakdanje življenje vojaških garnizonov, kot shramba hrane in kot smodnišnica. V vdolbini jame je vidna primitivna kapela lombardskega izvora.
Šele v 15. stoletju je kraj Landar prevzel vlogo izključnega kraja čaščenja: od tega obdobja se začnejo dela za utrditev obstoječih struktur in zgradili so zunanje kamnito stopnišče, ki vodi do vhoda v galerijo. Leta 1547 je kotorski škof Luca Bisanzio posvetil obnovljeno kapelo svetnikov Janeza Krstnika in Janeza Evangelista. Druga dela so bila končana konec 17. stoletja, ko je jamska dvorana (znana kot dvorana Sv. Lovrenca) postala glavna cerkev. Posledično je prezbiterijska kapela predelana v preprosto pobožno kapelo.
Landar je prvič omenjen leta 1149. Nato je leta 1251 prvič omenjen kot grad, ki je pripadal Oglejskim patriarhom ("... quod castrum Ahrensperg debeat pertineri D. Patriarchae"). Leta 1274 je v dokumentu zabeleženo, da je Ditmar Grifenvelse osvojil grad Landar (Antro) in tudi  "castrum novum apud Ahrensperg". Ta atribut nas pripelje do razmišljanja o obstoju druge fevdalne trdnjave Ahrensperg v kraju Bijača (tretji, če upoštevamo tudi Landar (Antro)), ki so jo iskalci iskali v bližnji okolici, vendar gre preprosto za sklic na široko prestrukturiranje edinega gradu znanega s tem imenom. Leta 1296 se je Camoretto odpovedal svojemu bivališču v gradu v prid patriarha, ki ga je dal v fevd Ulriku (Volrico) di Ermanno. Leta 1306 je utrdbo oblegal grof Henrik III. Goriški. Ta epizoda se ujema s konfliktom med goriškimi grofi in patriarhom Otobonom de Razijem, ki se je začel leta 1305 z vrsto sovražnih dejanj proti slednjemu, ki se je končal s premirjem, podpisanim 27. aprila.
Leta 1364 je bil grad porušen. Istega leta so bili porušeni sosednji gradovi Zuccola, Urusbergo in Ahrensperg. V kontekstu sporov, v katerih je patriarh Ludvik della Torre in njegovi zavezniki (med njimi Francesco di Carrara ter cesar in Ludvik kralj Madžarske) nasprotoval avstrijskemu vojvodi Rudolfu, je bil v zavezništvu z nekaterimi furlanskimi družinami, vključno z Zuccola-Spilimbergo. Štirikotni stolp, ki je še danes viden, je preživel uničenje. Parlament Furlansko-oglejske dežele je  dne 3. aprila 1365  med drugim določil, da uničenih gradov ne bi bilo več treba obnoviti, in ta odločitev je verjetno zadevala tudi grad Landar.